# Histoire de la pomme de terre dans les îles britanniques

## Angleterre
En Angleterre, on doit à Sir Francis Drake l'importation des premiers tubercules qu'il saisit lors du raid de Cartagène[source insuffisante], mené le 9 février 1586 contre les espagnols à Carthagène des Indes (dans l'actuelle Colombie).

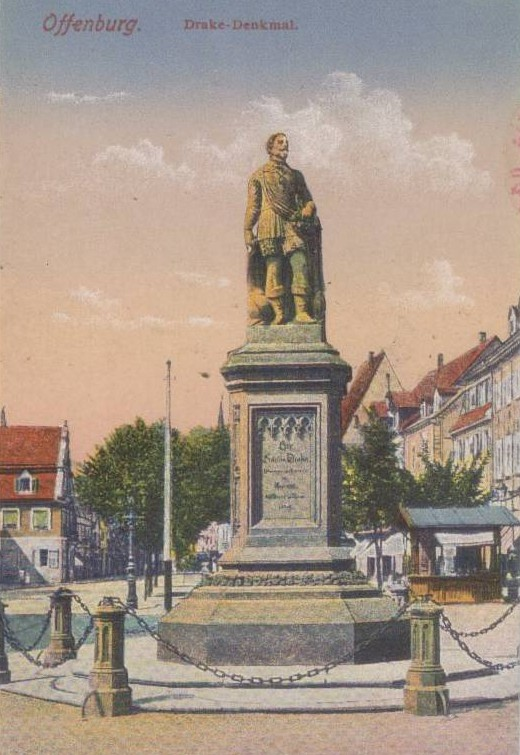
Statue de Sir Francis Drake à Offenbourg, André Friederich, 1856

Drake aurait précédemment déjà eu contact avec la pomme de terre, apportée à son bord par des indiens lors d'une escale à l'Île Mocha, près des côtes chiliennes en novembre 1578 comme il en témoigne dans son The World Encompassed (1628), mais aucune mention n'est faite du tubercule à son retour en Angleterre en novembre 1580. Charles de L'Écluse qui lui rendit visite en 1581 n'évoque pas non plus l'existence de la pomme de terre parmi les plantes ramenées par Drake pendant expédition autour du monde et sur lesquelles il publia un article,. On suppose que les deux années nécessaires au voyage de retour depuis les côtes du Chili ne lui ont pas permis de conserver les tubercules découverts à Mocha.

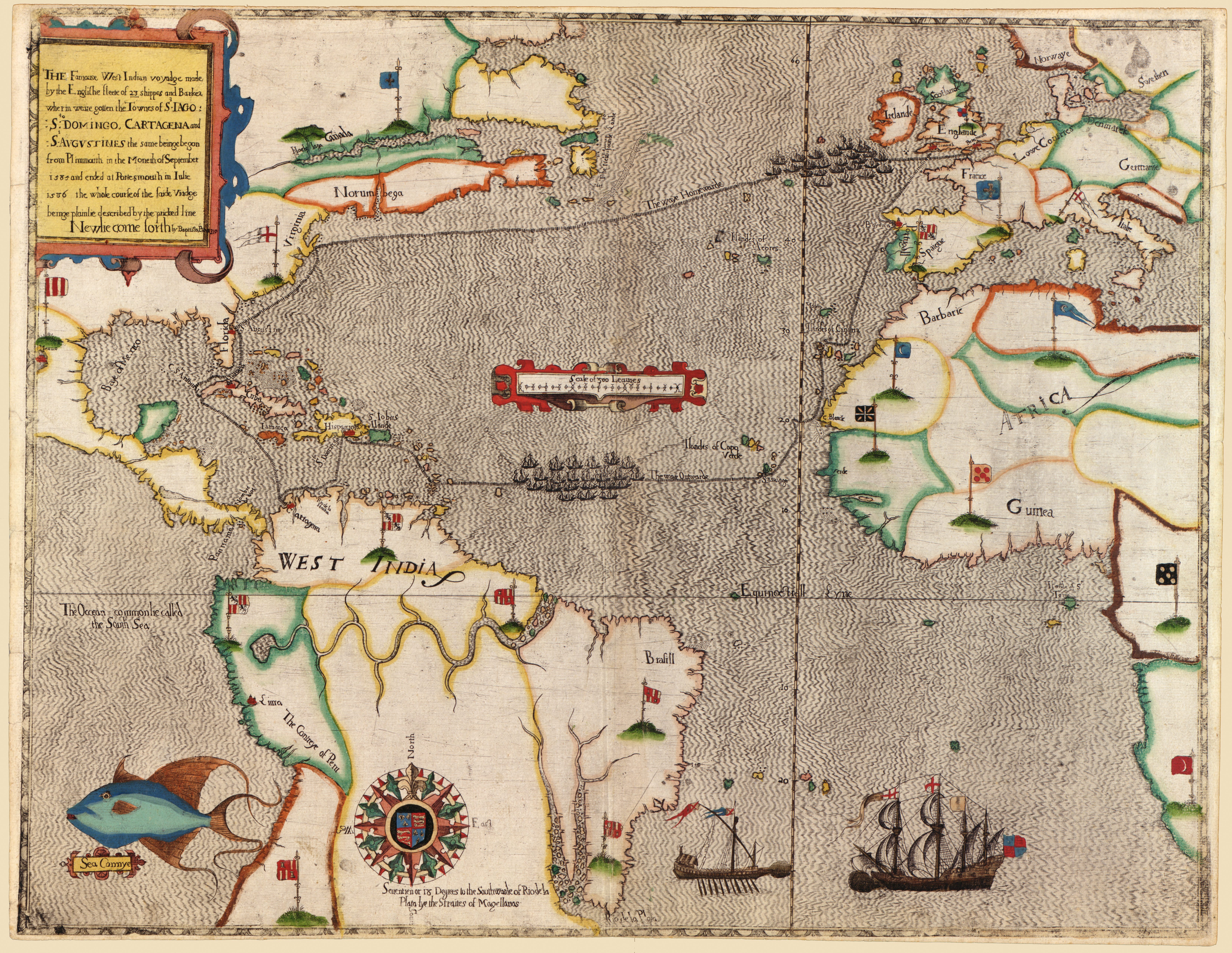
Carte de l'expédition de Drake

Au retour de son expédition dans les Caraïbes (1585-1586), Sir Francis Drake fit escale en Virginie pour y secourir les survivants de la colonie anglaise de Roanoke dont le commanditaire était Sir Walter Raleigh resté en Angleterre. Parmi les colons secourus par Drake se trouvait Thomas Harriot, nommé par Raleigh pour diriger la colonie, et lui-même en possession d'échantillons botaniques: ce fut l'origine d'une confusion qui dura deux siècles attribuant à ce dernier l'introduction de la pomme de terre sur l'île. Cet état de fait est d'ailleurs confirmé par le récit fait par Thomas Harriot lui-même de la tentative de colonisation en Virginie de 1585 : les colons étaient au bout de leurs ressources  et sans le concours de Drake ils seraient tous morts de faim le pays n'offrant pas les moyens de subsistance nécessaires à leur survie. Il y aurait eu des pommes de terre, la situation aurait été différente: dans son rapport (A briefe and true report of the new found land of Virginia publié en 1588), Harriot ne mentionne d’ailleurs aucun végétal avec lequel elle aurait pu être confondue.
Alexandre Dumas qui était persuadé que la pomme de terre avait-été apportée en Angleterre de la Virginie par Raleigh en 1585 fut une des nombreuses victimes de cette confusion.
La flotte de Drake, avec à son bord les pommes de terre prises aux Espagnols, toucha le port de Portsmouth le 22 juillet 1586[source insuffisante].
Une statue de Sir Francis Drake fut élevée en son honneur en 1856 dans la ville de Offenbourg en Allemagne. Détruite par des fanatiques nazis le 7 novembre 1939, elle portait l'inscription « Sir Francis Drake, Verbreiter des Kartoffel in Europa 1586 » (Sir Francis Drake, qui introduisit la pomme de terre en Europe en 1586).
D'après le botaniste anglais John Parkinson, c'est vers 1629 qu'on commença à cultiver la pomme de terre en Angleterre, en Écosse tout d'abord, pomme de terre qu'il décrit sous le nom de Potatoes of Virginia dans son ouvrage Paradisi in paradisus terrestris.
En 1663, la Royal Society considérant l'importance des bénéfices qu'elle pourrait apporter à la population, remet une recommandation au gouvernement anglais afin qu'il encourage la culture de la pomme de terre à travers tout le pays  : sans grand effet.
Il faudra attendre le 20 février 1795, pour que le Board of Agriculture (ministère de l'agriculture) britannique publie une brochure intitulée «Hints Respecting the Culture and Use of Potatoes» (« Conseils concernant la Culture et utilisation des pommes de terre ») visant à encourager la culture et la consommation du tubercule partout en Angleterre où la famine et les restrictions alimentaires imposées au pays pendant la Guerre d'indépendance des États-Unis avaient durement touché la population.
C'est d'Irlande que les techniques de culture vont être importées. On consomme tout d'abord la pomme de terre sur les tables des riches, des notables, puis la pomme de terre se popularise et à la fin du XVIIe siècle elle est au menu des cuisines populaires.
Le naturaliste et médecin Martin Lister  exprime sa surprise de ne pas trouver de pommes de terre sur les étals des marchés parisiens dans sa relation d'un voyage fait à Paris en 1698, A Journey to Paris in the Year 1698, alors qu'en Angleterre elle est très commune et considérée comme très nourrissante. Il note qu'on y trouve toutefois des topinambours (nommés Artichauts de Jérusalem, comme le sont couramment nommés alors les Helianthus tuberosus ).

## Irlande

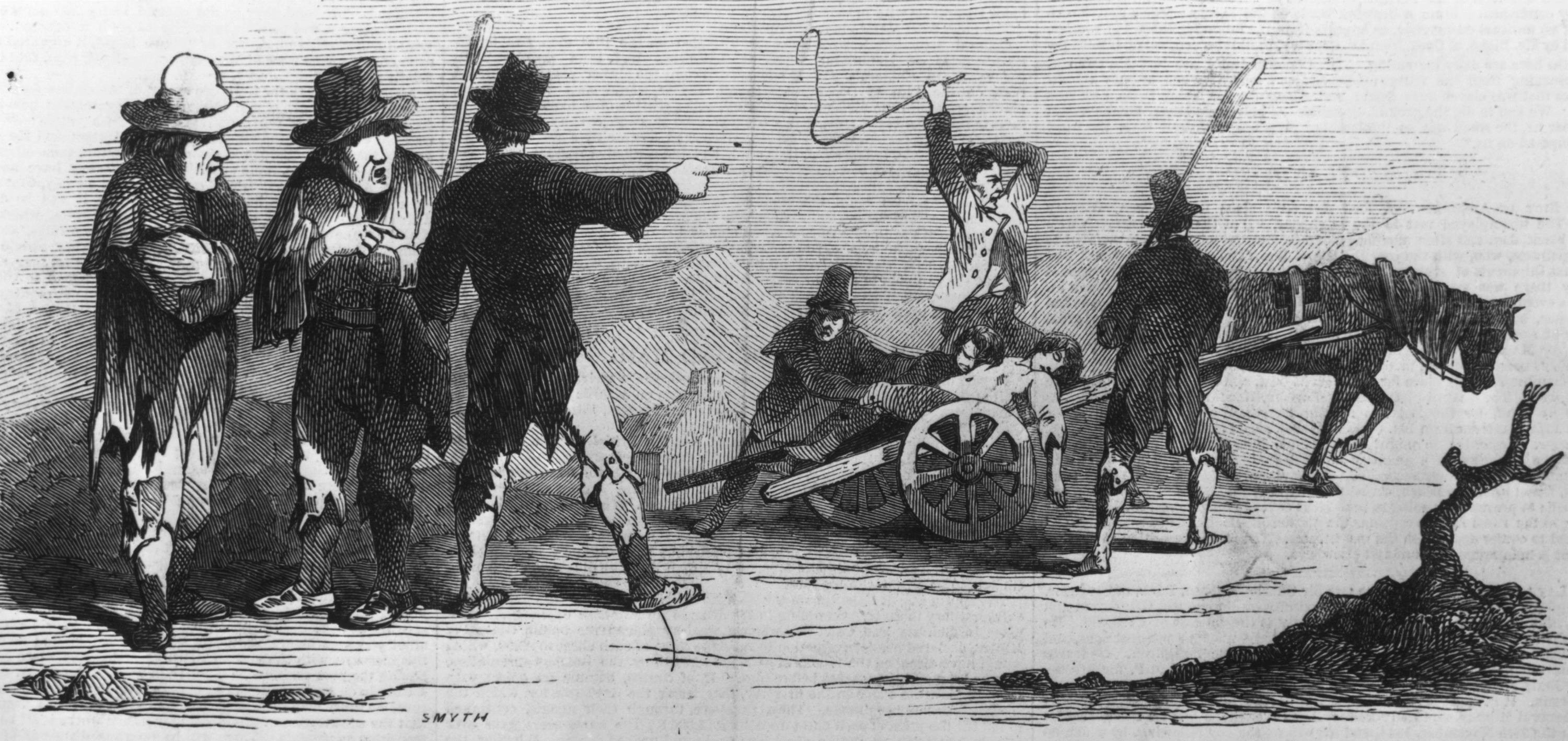
La Grande Famine, illustration du The Illustrated London News par Smyth, 1847.

C'est encore à Sir Walter Raleight ou plus précisément à Thomas Harriot, avec réserves, qu'on attribue l'introduction de la pomme de terre en Irlande en vers 1580, à Myrtle Grove, Youghal dans le Comté de Cork où il possédait plus 40 000 acres (16 187 ha) de terres.
Elle fut tout d'abord considérée comme un aliment de complément puis rapidement elle va devenir pour longtemps l'unique base de l'alimentation des couches sociales les moins favorisées, affamées par les plantations établies par les colons anglais qui se réservaient les meilleurs terres.

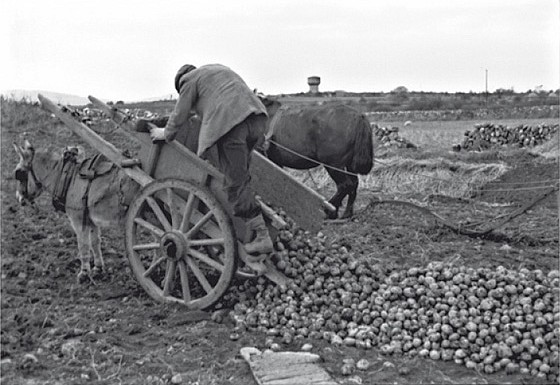
La récolte de la pomme de terre

Sa culture facile et son rendement à l'hectare supérieur de 50% à celui des céréales dans les sols rocheux et les versants escarpés de la campagne irlandaise délaissée par les Anglais, ont participé à sa rapide expansion dans tout le pays.
L 'Irlande est sans aucun doute le pays ou la culture de la pomme de terre a connu ses premiers grands développements et ce dès le XVIIe siècle. Mais si elle a pu être d'un grand secours pour une population affamée sous le joug anglais, le tubercule devenu l'élément essentiel non seulement de l'alimentation mais aussi de l'économie irlandaise va être à l'origine de la pire catastrophe humaine que le peuple d'Irlande aura à connaître.
En 1845 2 516 000 acres (1 018 189 ha) de terres étaient exploitées pour la culture de la pomme de terre. L’épidémie de mildiou qui frappa le pays entre 1845 et 1851 cause de la Grande famine, verra cette surface se réduire à 248 000 acres (100 362 ha) en 1847.  La Grande famine irlandaise fera près d'un million de morts et jettera plus de deux millions de réfugiés sur les routes de l'exil. Cet évènement mettra en garde les autres nations d'Europe quant aux dangers intrinsèquement liés à la monoculture.